# Minerals carbonats

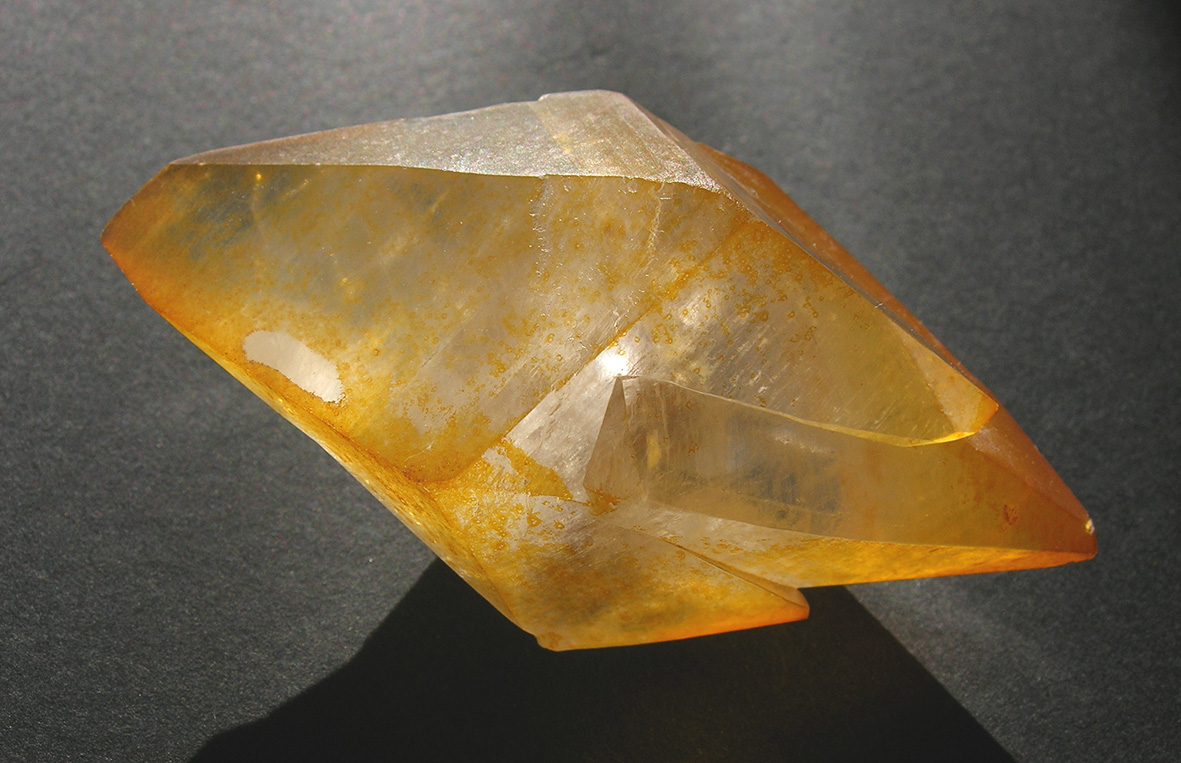
Calcita, un mineral carbonat de calci

Els minerals carbonats són tots aquells minerals que contenen l'ió carbonat: CO₃2-. Segons la Classificació de Nickel-Strunz, els minerals nitrats també s'inclouen dins d'aquesta categoria.

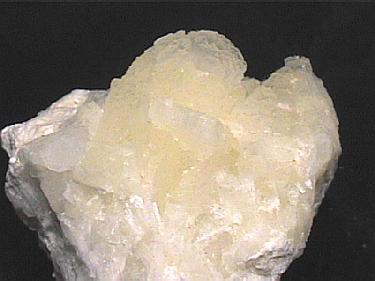
Nahcolita, un hidrogencarbonat de sodi

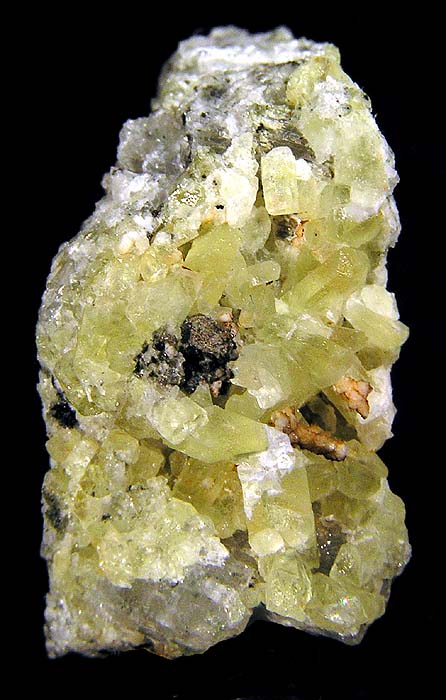
Shortita, un carbonat doble de calci i sodi

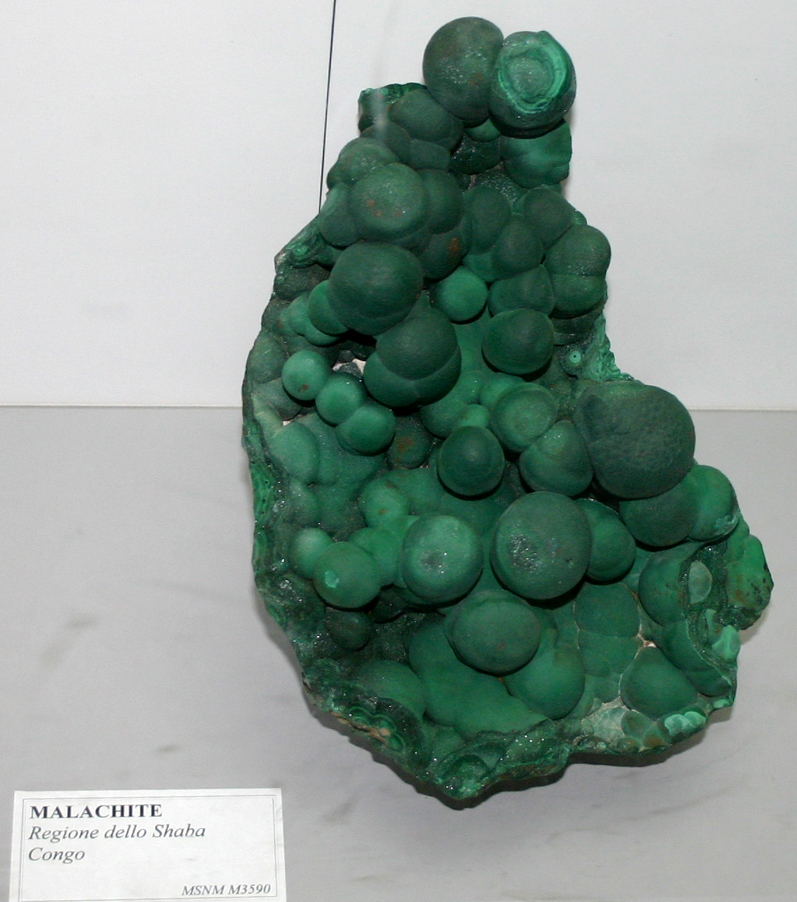
Malaquita, un carbonat de coure

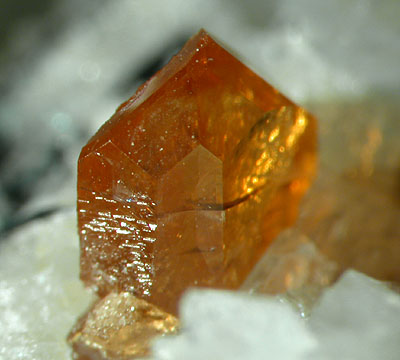
Bastnäsita-(Ce), un carbonat de ceri

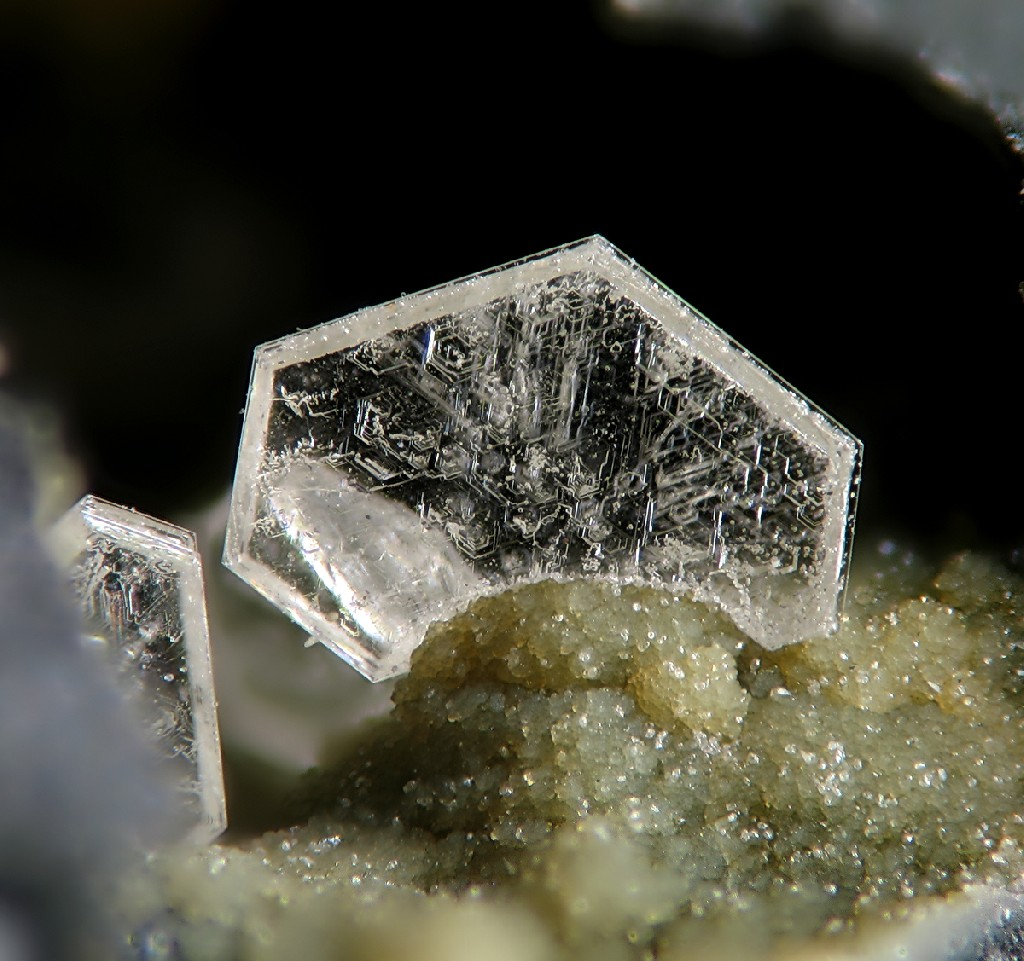
Cristall d'hidrocerussita. Amplada de la foto: 2 mm.

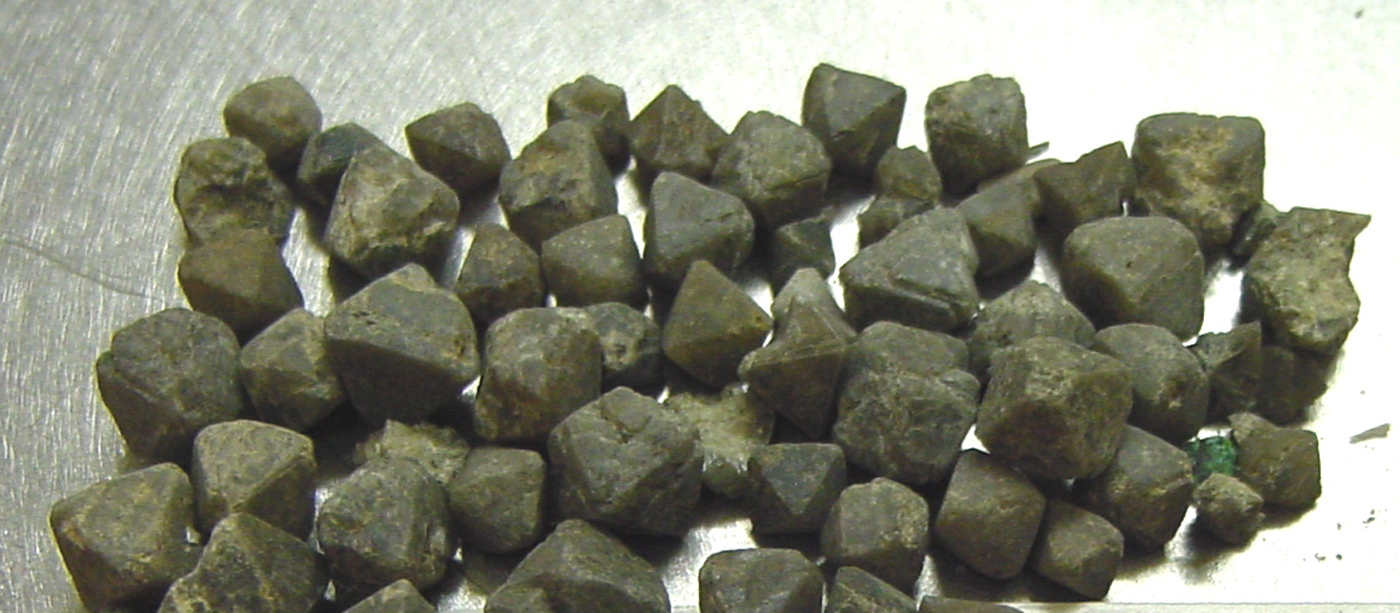
Octaèdres de northupita

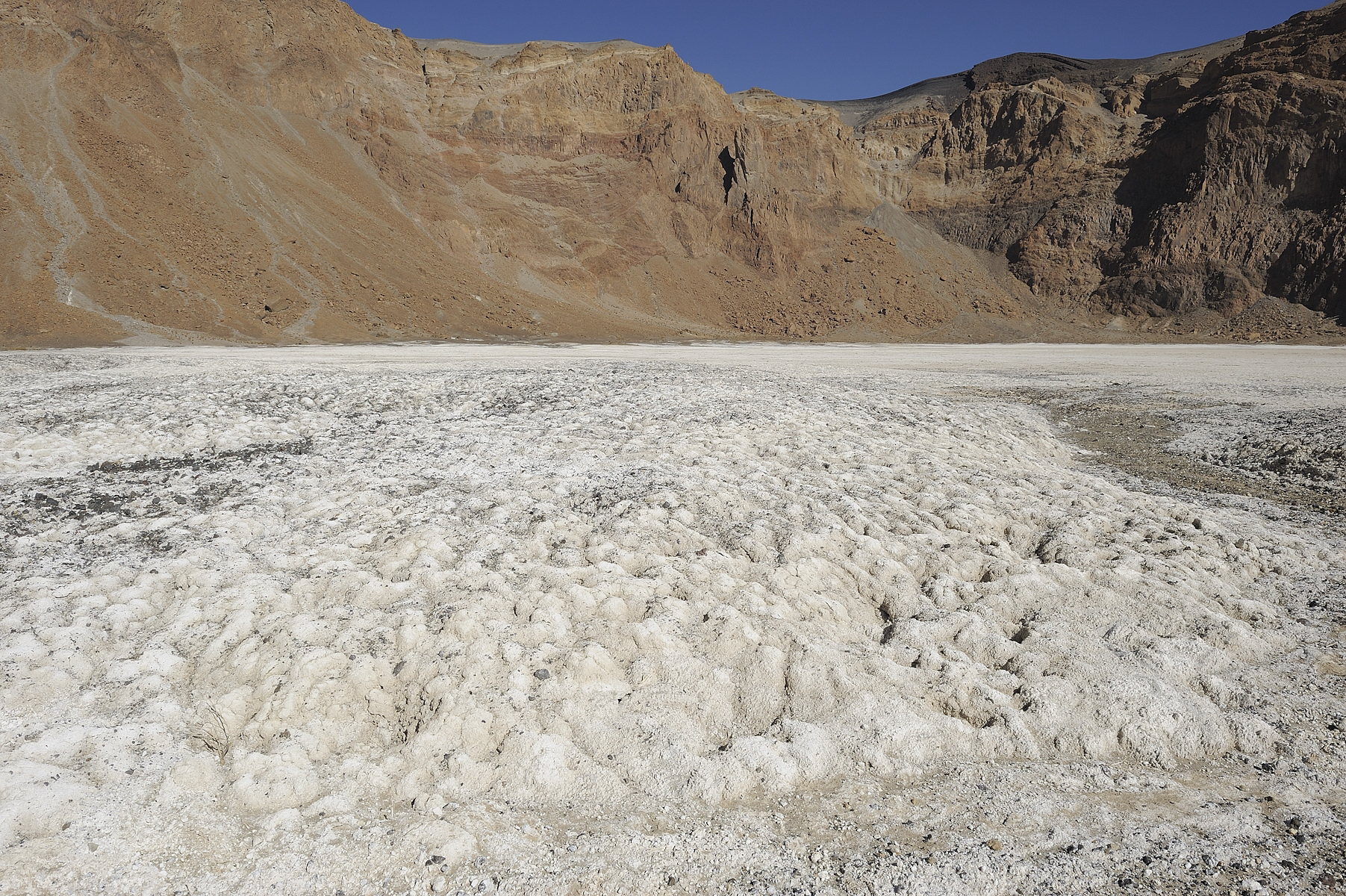
Precipitació de natró visible al sòl del volcà Emi Koussi (Tibesti, Txad).

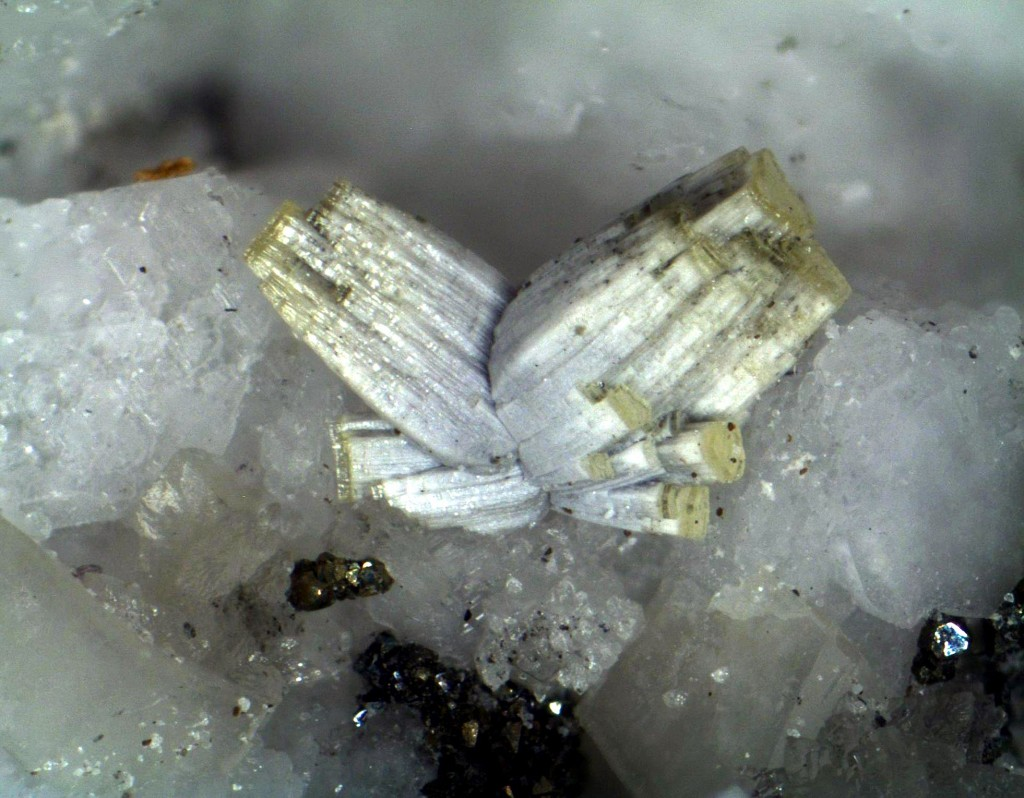
Donnayita-(Y) (blanc) i Ewaldita (gris metàl·lic)

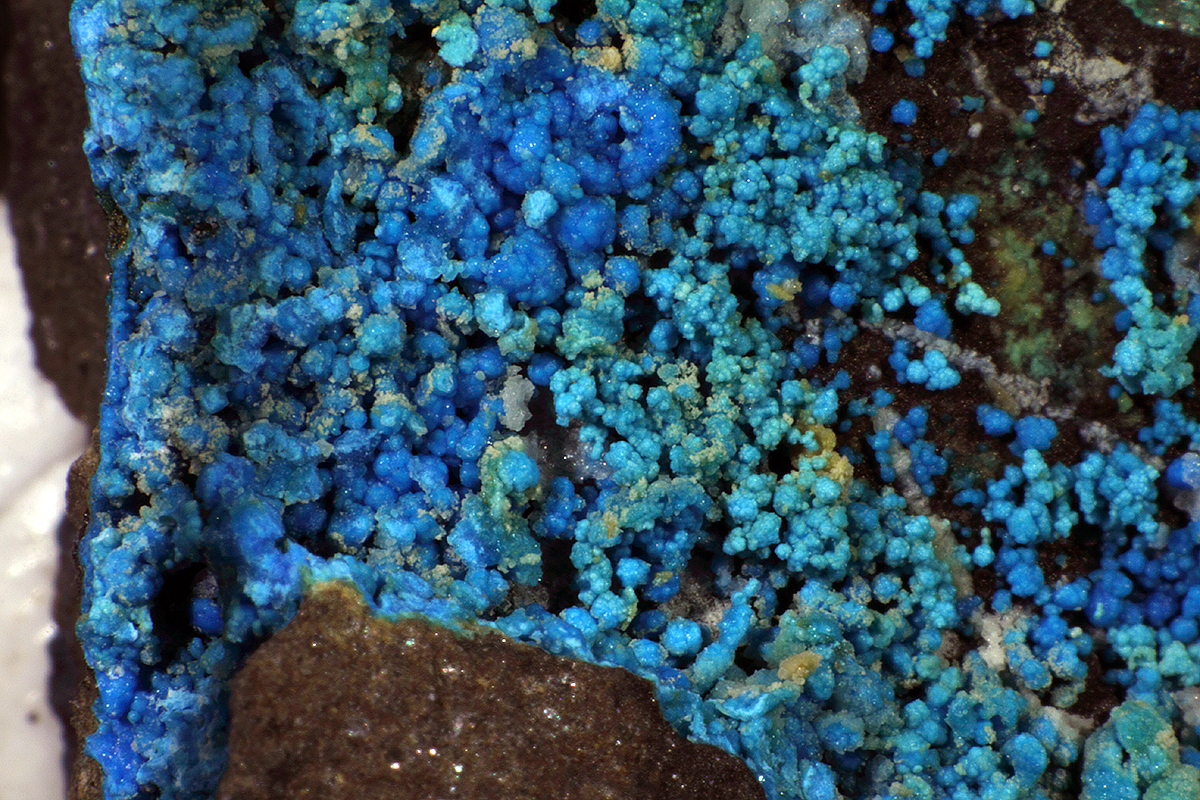
Cristalls brotoides blaus de Decrespignyita-(Y)

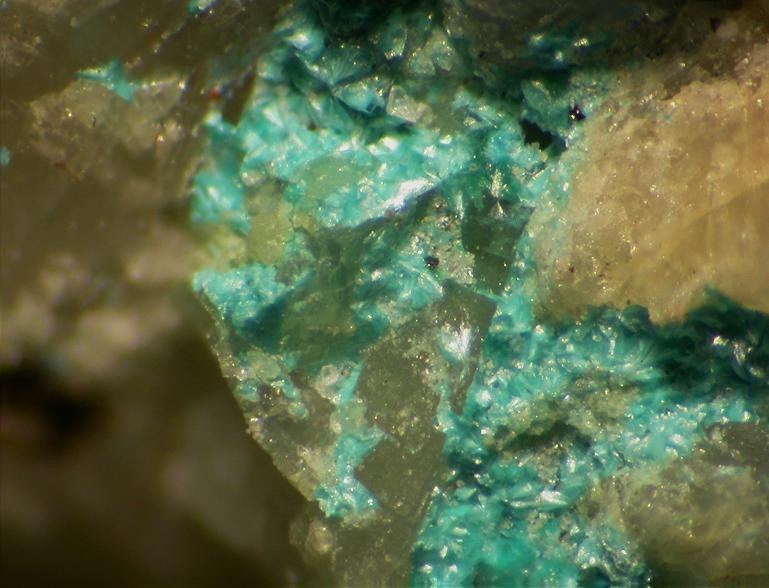
La claraïta és un minera que es pot trobar a Catalunya

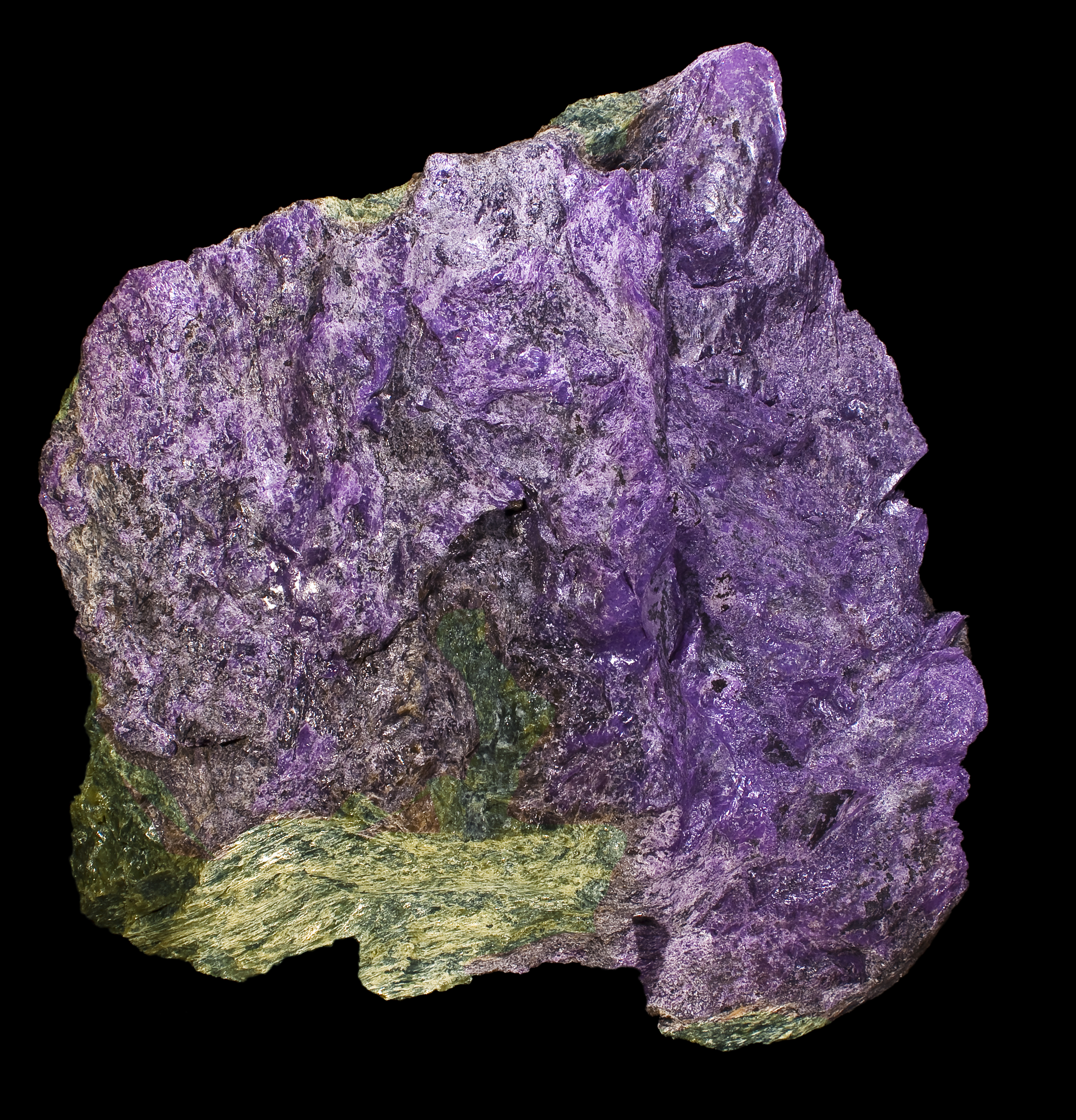
Stichtita, un carbonat de crom i magnesi

05.A - Carbonats sense anions addicionals, sense H₂O
05.AA - Carbonats alcalins
05.AA.05 - Zabuyelita
05.AA.10 - Natrita, gregoryita
05.AA.15 - Nahcolita
05.AA.20 - Kalicinita
05.AA.25 - Teschemacherita
05.AA.30 - Wegscheiderita
05.AB - Carbonats alcalinoterris (i altres M2+)
05.AB.05 - Calcita, gaspeïta, magnesita, otavita, rodocrosita, siderita, smithsonita, esferocobaltita
05.AB.10 - Ankerita, dolomita, kutnohorita, minrecordita
05.AB.15 - Aragonita, cerussita, estroncianita, witherita
05.AB.20 - Vaterita
05.AB.25 - Huntita
05.AB.30 - Norsethita
05.AB.35 - Alstonita
05.AB.40 - Olekminskita, paralstonita
05.AB.45 - Baritocalcita
05.AB.50 - Carbocernaïta
05.AB.55 - Benstonita
05.AB.60 - Juangodoyita
05.AC - Carbonats alcalins i alcalinoterris
05.AC.05 - Eitelita
05.AC.10 - Nyerereïta, zemkorita
05.AC.15 - Bütschliïta
05.AC.20 - Fairchildita
05.AC.25 - Shortita
05.AC.30 - Burbankita, calcioburbankita, khanneshita, sanromanita
05.AD - Amb elements de les terres rares (REE)
05.AD.05 - Sahamalita-(Ce)
05.AD.15 - Petersenita-(Ce), remondita-(Ce), remondita-(La)
05.AD.20 - Paratooïta-(La)
05.B - Carbonats amb anions addicionals, sense H₂O
05.BA - Amb Cu, Co, Ni, Zn, Mg, Mn
05.BA.05 - Atzurita
05.BA.10 - Georgeïta, glaucosferita, kolwezita, malaquita, mcguinnessita, nul·laginita, pokrovskita, rosasita, zincrosasita, txukanovita
05.BA.15 - Auricalcita, hidrozincita
05.BA.20 - Holdawayita
05.BA.25 - Defernita, UM1977-03-COSiO:CaClH
05.BA.30 - Loseyita, sclarita
05.BB - Amb alcalins, etc.
05.BB.05 - Barentsita
05.BB.10 - Dawsonita
05.BB.15 - Tunisita
05.BB.20 - Sabinaïta
05.BC - Amb cations alcalinoterris
05.BC.05 - Brenkita
05.BC.10 - Rouvil·leïta
05.BC.15 - Podlesnoïta
05.BD - Amb elements de terres rares (REE)
05.BD.05 - Cordilita-(Ce), lukechangita-(Ce)
05.BC.10 - Zhonghuacerita-(Ce), kukharenkoïta-(Ce), kukharenkoïta-(La)
05.BC.15 - Cebaïta-(Ce), cebaïta-(Nd)
05.BC.18 - Arisita-(Ce), arisita-(La)
05.BC.20 - Bastnäsita-(Ce), bastnäsita-(La), bastnäsita-(Y), hidroxilbastnäsita-(Ce), hidroxilbastnäsita-(Nd), hidroxilbastnäsita-(La), parisita-(Ce), parisita-(Nd), röntgenita-(Ce), sinquisita-(Ce), sinquisita-(Nd), sinquisita-(Y), thorbastnäsita, bastnäsita-(Nd)
05.BC.25 - Horvathita-(Y), qaqarssukita-(Ce)
05.BC.35 - Huanghoïta-(Ce)
05.BE - Amb Pb, Bi
05.BE.05 - Shannonita
05.BE.10 - Hidrocerussita
05.BE.15 - Plumbonacrita
05.BE.20 - Fosgenita
05.BE.25 - Bismutita
05.BE.30 - Kettnerita
05.BE.35 - Beyerita
05.BF - Amb (Cl), SO₄, PO₄, TeO₃
05.BF.05 - Ferrotiquita, manganotiquita, northupita, tiquita
05.BF.10 - Bonshtedtita, bradleyita, crawfordita, sidorenkita
05.BF.15 - Daqingshanita-(Ce)
05.BF.20 - Reederita-(Y)
05.BF.25 - Mineevita-(Y)
05.BF.30 - Brianyoungita
05.BF.35 - Filolitita
05.BF.40 - Leadhil·lita, macphersonita, susannita
05.C - Carbonats sense anions addicionals, amb H₂O
05.CA - Amb cations de mida mitjana
05.CA.05 - Nesquehonita
05.CA.10 - Lansfordita
05.CA.15 - Barringtonita
05.CA.20 - Hel·lyerita
05.CB - Amb cations grans (carbonats alcalins i alcalinoterris)
05.CB.05 - Termonatrita
05.CB.10 - Natró
05.CB.15 - Trona
05.CB.20 - Monohidrocalcita
05.CB.25 - Ikaïta
05.CB.30 - Pirssonita
05.CB.35 - Gaylussita
05.CB.40 - Calconatronita
05.CB.45 - Baylissita
05.CB.50 - Tuliokita
05.CC - Amb elements de terres rares (REE)
05.CC.05 - Donnayita-(Y), ewaldita, mckelveyita-(Y), weloganita
05.CC.10 - Tengerita-(Y)
05.CC.15 - Kimuraïta-(Y), lokkaïta-(Y)
05.CC.20 - Shomiokita-(Y)
05.CC.25 - Calkinsita-(Ce), lantanita-(Ce), lantanita-(La), lantanita-(Nd)
05.CC.30 - Adamsita-(Y)
05.CC.35 - Decrespignyita-(Y)
05.CC.40 - Galgenbergita-(Ce)
05.D - Carbonats amb anions addicionals, amb H₂O
05.DA - Amb cations de mida mitjana
05.DA.05 - Dypingita, giorgiosita, hidromagnesita, widgiemoolthalita
05.DA.10 - Artinita, indigirita, clorartinita
05.DA.15 - Otwayita, zaratita
05.DA.20 - Kambaldaïta
05.DA.25 - Cal·laghanita
05.DA.30 - Claraïta
05.DA.35 - Hidroscarbroïta, scarbroïta
05.DA.40 - Caresita, quintinita, charmarita
05.DA.45 - Stichtita-2H, brugnatel·lita, clormagaluminita, hidrotalcita-2H, piroaurita-2H, zaccagnaïta
05.DA.50 - Comblainita, desautelsita, hidrotalcita, piroaurita, reevesita, stichtita, takovita
05.DA.55 - Coalingita
05.DB - Amb cations grans i de mida mitjana
05.DB.05 - Alumohidrocalcita, nasledovita, para-alumohidrocalcita
05.DB.10 - Dresserita, dundasita, montroyalita, estronciodresserita, petterdita, kochsandorita
05.DB.15 - Hidrodresserita
05.DB.20 - Schuilingita-(Nd)
05.DB.25 - Sergeevita
05.DB.30 - Szymanskiïta
05.DC - Amb cations grans
05.DC.05 - Ancylita-(Ce), calcioancylita-(Ce), calcioancylita-(Nd), gysinita-(Nd), ancylita-(La), kozoïta-(Nd), kozoïta-(La)
05.DC.10 - Kamphaugita-(Y)
05.DC.15 - Sheldrickita
05.DC.20 - Thomasclarkita-(Y)
05.DC.25 - Peterbaylissita
05.DC.30 - Clearcreekita
05.DC.35 - Niveolanita
05.E - Uranil carbonats
05.EA - UO₂:CO₃ > 1:1
05.EA.05 - UM1997-24-CO:CaCuHU
05.EA.10 - Urancalcarita
05.EA.15 - Wyartita
05.EA.20 - Oswaldpeetersita
05.EA.25 - Roubaultita
05.EA.30 - Kamotoïta-(Y)
05.EA.35 - Sharpita
05.EB - UO₂:CO₃ = 1:1
05.EB.05 - Rutherfordina
05.EB.10 - Blatonita
05.EB.15 - Joliotita
05.EB.20 - Bijvoetita-(Y)
05.EC - UO₂:CO₃ < 1:1 - 1:2
05.EC.05 - Fontanita
05.EC.10 - Metazel·lerita, zel·lerita
05.ED - UO₂:CO₃ = 1:3
05.ED.05 - Bayleyita
05.ED.10 - Swartzita
05.ED.15 - Albrechtschraufita
05.ED.20 - Liebigita
05.ED.25 - Rabbittita
05.ED.30 - Andersonita
05.ED.35 - Grimselita
05.ED.40 - Widenmannita
05.ED.45 - Znucalita
05.ED.50 - Čejkaïta, agricolaïta
05.EE - UO₂:CO₃= 1:4
05.EE.05 - Voglita
05.EE.10 - Shabaïta-(Nd)
05.EF - UO₂:CO₃ = 1:5
05.EF.05 - Astrocianita-(Ce)
05.EG - Amb SO₄ o SiO₄
05.EG.05 - Schröckingerita, UM1997-27-CO:CaHKSU
05.EG.10 - Lepersonnita-(Gd)
05.N - Nitrats
05.NA - Sense OH o H₂O
05.NA.05 - Nitratina
05.NA.10 - Nitre
05.NA.15 - Gwihabaïta
05.NA.20 - Nitrobarita
05.NB - Amb OH
05.NB.05 - Gerhardtita, rouaïta
05.NC - Amb H₂O
05.NC.05 - Nitromagnesita
05.NC.10 - Nitrocalcita
05.ND - Amb OH (etc.) i H₂O
05.ND.05 - Likasita
05.ND.10 - Mbobomkulita
05.ND.15 - Hidrombobomkulita
05.ND.20 - Sveïta